# Internationale Beelden Collectie
Dit is een lijst van de museale collectie beelden, die deel uitmaken van de Internationale Beelden Collectie in de openbare ruimte van Rotterdam. De collectie kwam tot stand tussen 1945 (wederopbouw na de Tweede Wereldoorlog) en 2001 (Rotterdam Culturele Hoofdstad van Europa) en is gerealiseerd in een samenspel van gemeentelijk beleid en particulier initiatief.
De beelden bevinden zich hoofdzakelijk langs de Beeldenroute Westersingel en verspreid in het Centrum, maar ook elders in Rotterdam. De collectie telt thans 47 werken van 45 kunstenaars:
| Kunstenaar                   | Omschrijving                             | Jaar      | Locatie                                                             | Materiaal             | Afbeelding |
| ---------------------------- | ---------------------------------------- | --------- | ------------------------------------------------------------------- | --------------------- | ---------- |
| John Ahearn Rigoberto Torres | Mario en Antonio                         | 1991      | Kromme Elleboog/ Witte de Withstraat                                | polyester             |            |
| Mari Andriessen              | Monument voor alle gevallenen 1940-1945  | 1953      | Stadhuisplein                                                       | brons                 |            |
| Karel Appel                  | Zonder titel                             | 1963      | Hofpleintheater                                                     | glas in beton         |            |
| Richard Artschwager          | Zonder titel                             | 1987      | Beeldenroute Westersingel Westersingel                              |                       |            |
| David Bade                   | Anita                                    | 2001      | Beeldenroute Westersingel kruising Westersingel/Westblaak           | polyester             |            |
| Cosima von Bonin             | The Idler's playground                   | 2011      | Hofplein kruising Weena                                             |                       |            |
| Alexander Calder             | Le Tamanoir                              | 1963      | deelgemeente Hoogvliet                                              | metaal                |            |
| Fred Carasso                 | De Boeg                                  | 1956/1965 | Boompjes/Leuvehaven                                                 | aluminium/beton brons |            |
| Henk Chabot                  | De Voetballer                            | 1937      | Feyenoordstadion                                                    | brons                 |            |
| Coop Himmelb(l)au            | De lange, gele benen van de architectuur | 1987      | Beeldenroute Westersingel Westzeedijk                               | metaal                |            |
| Wessel Couzijn               | Corporate Entity                         | 1963      | Weena                                                               | brons                 |            |
| Günther Förg                 | Tor und Stele                            | 1994      | Doelstraat                                                          | brons/natuursteen     |            |
| Naum Gabo                    | Zonder titel                             | 1954      | Coolsingel                                                          | rvs/brons             |            |
| Hendrick de Keyser           | Erasmus                                  | 1622      | Grotekerkplein                                                      | brons                 |            |
| Phillip King                 | Quill                                    | 1971      | Zuiderpark                                                          | staal                 |            |
| Job Koelewijn                | Formule B                                | 2001      | Westersingel                                                        | fontein               |            |
| Willem de Kooning            | Seated Woman                             | 1980      | Weena/Hofplein                                                      | brons                 |            |
| Willem de Kooning            | Reclining figure                         | 2005      | Weena/Hofplein                                                      | brons\|               |            |
| Willem de Kooning            | Standing figure                          | 2005      | Weena/Hofplein                                                      | brons\|               |            |
| John Körmeling               | 1989                                     | 1992      | Hillelaan                                                           | neon                  |            |
| Henri Laurens                | La Grande Musicienne                     | 1938      | Beeldenroute Westersingel, Westersingel                             | brons                 |            |
| Atelier Van Lieshout         | Cascade                                  | 2009      | Churchillplein                                                      |                       |            |
| Ken Lum                      | Melly Shum Hates Her Job                 | 1990      | Witte de Withstraat                                                 | billboard             |            |
| Mark Manders                 | Zonder titel                             | 2001      | Kruisplein                                                          | brons                 |            |
| Giacomo Manzù                | Oorlog en Vrede                          | 1968      | Grotekerkplein, Grote of Sint-Laurenskerk (Rotterdam)               | brons                 |            |
| Marino Marini                | Il grande miracolo                       | 1953      | Pleinweg/Mijnsherenlaan                                             | brons                 |            |
| Umberto Mastroianni          | Het afscheid                             | 1955      | Beeldenroute Westersingel Westersingel                              | brons                 |            |
| Paul McCarthy                | Santa Claus                              | 2004      | Beeldenroute Westersingel Eendrachtsplein                           |                       |            |
| Henry Moore                  | Wall Relief no. 1                        | 1955      | Weena                                                               | baksteen              |            |
| Claes Oldenburg              | Screwarch                                | 1983      | beeldenpark Museum Boijmans Van Beuningen                           |                       |            |
| Charlotte van Pallandt       | Wilhelmina                               | 1967      | Nieuwe Werk                                                         | steen                 |            |
| Giuseppe Penone              | Elevazione                               | 2001      | Beeldenroute Westersingel Westersingel                              | brons en bomen        |            |
| Pablo Picasso                | Sylvette                                 | 1970      | Beeldenroute Westersingel kruising Westersingel/Witte de Withstraat | beton                 |            |
| Thom Puckey                  | The Husband of the Doll                  | 1992      | Coolsingel                                                          | brons                 |            |
| George Rickey                | Two Turning Vertical Rectangles          | 1971      | Archief (tot in 2012 op Binnenwegplein).                            | aluminium             |            |
| Auguste Rodin                | l'Homme qui marche                       | 1905      | Beeldenroute Westersingel Westersingel                              | brons                 |            |
| Joel Shapiro                 | Zonder titel                             | 1999      | Beeldenroute Westersingel, Westersingel                             | brons                 |            |
| Peter Struycken              | Zonder titel                             | 1993      | Rochussenstraat Nederlands Architectuurinstituut                    | lichtinstallatie      |            |
| Shinkichi Tajiri             | De knoop                                 | 1976      | Coolsingel                                                          |                       |            |
| Carel Visser                 | Moeder en kind                           | 2000      | Beeldenroute Westersingel, Westersingel                             | metaal                |            |
| Auke de Vries                | Maasbeeld                                | 1983      | Boompjes/Bolwerk                                                    | staal                 |            |
| Jeff Wall                    | Lost Luggage Depot                       | 2001      | Kop van Zuid                                                        | gietijzer             |            |
| Oswald Wenckebach            | Monsieur Jacques                         | 1956      | Coolsingel                                                          | brons                 |            |
| Franz West                   | Qwertz                                   | 2001      | Beeldenroute Westersingel Westersingel                              |                       |            |
| Lebbeus Woods                | The Hermitage                            | 1998      | Rochussenstraat Nederlands Architectuurinstituut                    | staal                 |            |
| Fritz Wotruba                | Liggende figuur                          | 1971      | Beeldenroute Westersingel, Westersingel                             | steen                 |            |
| Ossip Zadkine                | De Verwoeste Stad                        | 1951      | Plein 1940                                                          | brons                 |            |